# Crepuscle (saga)
La saga Crepuscle (títol original en anglès, Twilight) és una sèrie de quatre novel·les juvenils escrita per Stephenie Meyer de tema fantàstic i romàntic centrat en un triangle amorós entre una humana, un home llop i un vampir. Aquestes novel·les són molt populars entre adolescents, ja el 2008 se n'havien venut més de setanta milions d'exemplars a tot el món. Han estat traduïdes a diversos llengües, entre ells el català. També han donat lloc a pel·lícules de cinema i properament se'n farà una sèrie de televisió.
La majoria de la saga està escrita des del punt de vista de la noia, Bella Swan, tot i que una part de Trenc d'alba i el final (l'epíleg) d'Eclipsi els explica l'home llop Jacob Black. L'autora està escrivint una cinquena part de la saga, Sol de mitjanit, que consistiria en el punt de vista del vampir Edward Cullen sobre els esdeveniments de la primera novel·la.
Els quatre primers llibres, publicats de 2005 a 2008, tenen títols relacionats amb el cicle dia i nit del firmament, els títols ordenats cronològicament són:
| Títol en català | Títol en anglès | Llançament                                     |
| Crepuscle       | Twilight        | : 5 d'octubre del 2005 : 2 d'abril del 2008    |
| Lluna Nova      | New Moon        | : 6 de setembre del 2006 : 4 de juny del 2008  |
| Eclipsi         | Eclipse         | : 7 d'agost del 2007 : 24 de setembre del 2008 |
| A Trenc d'Alba  | Breaking Dawn   | : 2 d'agost del 2008 : 8 d'octubre del 2008    |
|                 | Life and death  |                                                |
|                 | Midnight Sun    |                                                |
|                 | Future          |                                                |

## Llocs
La història es desenvolupa principalment a la ciutat de Forks a l'estat de Washington, on la Bella viu amb son pare, Charlie Swan. D'altres ciutats de l'estat de Washington apareixen breument o són mencionades: Port Angeles, Olympia (Washington), Seattle i La Push. Alguns esdeveniments a Crepuscle tenen lloc a Phoenix a l'estat d'Arizona, d'on la Bella és originària.
Volterra (Itàlia) apareix a Lluna nova, on tenen lloc esdeveniments importants en la història. Jacksonville, a Florida, és mencionat a Crepuscle i apareix a Eclipsi. La ciutat de Seattle és lloc d'esdeveniments també rellevants a Eclipsi.
Al quartè llibre es mencionen llocs d'Amèrica del Sud, alguns fets tenen lloc a Rio de Janeiro i a llocs no específics (o ficticis) de la conca amazònica, així com la fictícia illa d'Esme, que segons la història es troba prop de Rio de Janeiro. També es menciona la tribu maputxe a Xile, on l'Alice i en Jasper tenen contacte amb un semi-vampir anomenat Nahuel (en mapudungun significa jàguar).

## Temes i inspiració
Segons l'autora, els seus llibres parlen «sobre la vida, no la mort» i «sobre l'amor, no la luxúria». Cada llibre fou inspirat i vagament basat en un clàssic literari: Crepuscle en Orgull i prejudici, de Jane Austen; Lluna nova en Romeu i Julieta, de Shakespeare; Eclipsi en Cims borrascosos, d'Emily Brontë i Trenc d'alba en El somni d'una nit d'estiu, de Shakespeare.
D'altres grans temes a la sèrie són el de la lliure elecció i el de la voluntat. Meyer diu que els llibres se centren al voltant de l'elecció de la Bella de triar la seva pròpia vida i de l'abstenció dels Cullen a continuar llurs instints i temptacions: «Realment crec en la metàfora dels meus vampirs. No importa on et quedis atrapat a la vida o el que penses que has de fer, sempre pots escollir una altra cosa. Sempre hi ha un camí diferent.»
Meyer, que és mormona, reconeix que la seva fe ha influït en el seu treball. En particular, diu que els seus personatges «tendeixen a pensar més sobre d'on venen i on van». També evita dirigir els seus temes al sexe, tot i la natura romàntica de les novel·les. Diu que no és conscient quan intenta que les seves novel·les s'influeixin en allò de mormó, o per promoure les virtuts de l'abstinència sexual i la puresa espiritual, però reconeix que la seva escriptura està determinada pels seus valors.